# Dallastown (Pensilvania)
Dallastown es un borough ubicado en el condado de York en el estado estadounidense de Pensilvania. En el año 2000 tenía una población de 4.087 habitantes y una densidad poblacional de 2,149.5 personas por km².

## Geografía
Dallastown se encuentra ubicado en las coordenadas 39°54′00″N 76°38′27″O / 39.90000, -76.64083.

## Demografía
Según la Oficina del Censo en 2000 los ingresos medios por hogar en la localidad eran de $37,500 y los ingresos medios por familia eran $44,500. Los hombres tenían unos ingresos medios de $35,679 frente a los $25,169 para las mujeres. La renta per cápita para la localidad era de $18,249. Alrededor del 8.7% de la población estaba por debajo del umbral de pobreza.